# Ferrissia
Ferrissia é um género de gastrópode  da família Ancylidae.
Este género contém as seguintes espécies:
- Ferrissia fragilis
- Ferrissia mcneili
- Ferrissia rivularis
- Ferrissia tanganyicensis